# Ágúst
Cette page présente le prénom Ágúst ainsi que ses variantes.
Ágúst est un prénom masculin islandais et variant de Auguste.

## Prénom
- Pour l'ensemble des articles sur les personnes portant ce prénom, consulter :
  - la liste des articles dont le titre commence par ce prénom
  - les listes produites par Wikidata : Liste des personnes de prénom « Ágúst » — même liste en incluant les éventuels prénoms composés qui contiennent « Ágúst ».
- Ágúst Björgvinsson (en) (né en 1979), entraineur islandais de basket-ball
- Ágúst Þór Jóhannsson (en) (né en 1977), joueur islandais de handball
- Ágúst Ævar Gunnarsson (né en 1976), batteur islandais
- Ágúst Guðmundsson (né en 1947), réalisateur et scénariste islandais
- Ágúst Gylfason (en) (né en 1971), entraineur islandais de football
- Ágúst H. Bjarnason (en) (1875-1952), psychologue et professeur islandais
- Daníel Ágúst Haraldsson (en) (né en 1969), artiste et chanteur islandais
- Ágúst Pálsson (en) (1893-1967), architecte islandais